# Ivánfi Ede
 Ivánfi Ede (1869-ig Jancsik Ede) (Somorja, 1821. április 21. – Magyaróvár, 1900. január 28.) piarista tanár, történész, elsősorban címertannal és Moson vármegye történetével foglalkozott.

## Élete
Somorján született, Jancsik Béla (Adalbertus) néven, ahol apja tanító és karmester volt. 1824-ben szüleivel Pozsonyba költözött, ahol gimnáziumi tanulmányait folytatta, majd 1837-ben piarista szerzetes lett Privigyén , és az Eduardus a S. Josephio Calasanctio szerzetesi nevet választotta. A kétéves noviciátus után két évig Sátoraljaújhelyen volt próbaéves tanár az alsóbb osztályokban, majd Vácon, Nyitrán és Szentgyörgyön folytatott filotófiai és teológiai tanulmányokat. 1846-ban pappá szentelték, majd Debrecenben, Máramarosszigeten, Nagybecskereken, Temesváron, Pestenen, Vácott, Veszprémben, Sátoraljaújhelyen tanított a piarista gimnáziumokban, utóbbi helyen igazgató is volt.
Élete utolsó két évtizedét, 1879 és 1900 között Magyaróváron töltötte, ahol eleinte történelmet tanított a helyi piarista gimnáziumban, majd 1891-től nyugalomba vonulva történelmi kutatásoknak élt. A Moson megye történetéről írt monográfiája azonban életében nem jelent meg nyomtatásban. Hamvai a magyaróvári temetőben nyugszanak. Mosonmagyaróváron utcát neveztek el róla.

## Munkássága
Tanári pályája során ahol megfordult, mindenhol foglalkozott helytörténeti kutatásokkal. Tanulmányozta Bécs, Grác, Salzburg, Trieszt, Velence, München, Regensburg és Prága gyűjteményeit; beutazta Magyarország majd minden vármegyéjét, a „régészeti” (történeti segédtudományi) tárgyak és tanügy tanulmányozására megfordult Szerbiában, Felső-Olaszországban és Bajorországban. 1881-ben Tirolon keresztül Svájcba utazott. 1888-ban XIII. Leó pápa aranymiséje alkalmával Rómában járt. Több városban is kísérletet tett múzeum alapítására. Részt vett az 1882. szeptember 2-án megalakított Mosonmegyei Történelmi és Régészeti Társulat munkájában, amelynek alelnöke is volt. A társulat 1887-től múzeumként működött tovább. Magának is értékes érem- és pecsétgyűjteménye volt. A Magyar Heraldikai és Genealógiai Társaság választmányi tagja volt. 

## Művei

### Önálló könyvek
- Kirándulások hazánkban, 1. füzet: Dunántúli tájrajzok, Pest, 1863 (különnyomat a Magyar Ember Könyvtárából)
- A magyar birodalom vagy Magyarország és részeinek czimerei, 1-2. füzet, Pest, 1869-1873. – Reprint: Budapest, 1989
- Szózat zemplénvármegye értelmiségéhez, Sátoraljaújhely, 1873 (különnyomat a Zemplénből)
- Titel mint prépostság, káptalan, hiteleshely és vár, Temesvár, 1877 (különny. a Délmagyarországi Törtémelmi és Régészeti Értesítőből)
- Vázlatok Mosonyvármegye multjából, Magyaróvár, 1882 (különnyomat a magyaróvári kegyesrendi gimnázium értesítőjéből).
- A régészet becse, fejlődése általában és alkalmazása Mosonymegyében, Mosonmagyaróvár, 1883 (különnyomat a magyaróvári kegyesrendi gimnázium értesítőjéből).

### Tanulmányok, cikkek
- A magyar helyesírás kérdésben, melyben a kettős mássalhangzók egyszerűsítéséről, in Tanodai Lapok, 1856
- A nagybecskereki algymnasium története és alaprajza, in Tanodai Lapok, 1856, 220-221.
- A műveltség rendkívüli igényeiről, in Tanodai Lapok 1857
- Simonchicz Incze életrajza, in Tanodai Lapok 2(1857), II. félév, 86, 94-95, 102-103.
- Közművelődésünk és nevelésünk kellékei, in Tanodai Lapok, 1858
- Plank Ferencz régiséggyűjteménye Pesten, in Vasárnapi Újság, 1859
- A leleszi konvent, in Vasárnapi Újság, 1861
- Pestről a középponti Kárpátok felé és vissza, in Vasárnapi Újság, 1861
- Szent Imre szobra Zirczen, in Vasárnapi Újság, 1861
- A csopaki kastély, in Vasárnapi Újság, 1861
- A veszprémi Gizella kápolna, in Vasárnapi Újság, 1861
- Selmecz, in Vasárnapi Újság, 1861
- Csallóköz és egy kis böngészete Somorja levéltárában, in: Győri Történelmi és Régészeti Füzetek, IV, 1865–1868.
- Dunántúli tollrajzok, in Idők Tanúja, 1865, 251. és köv. sz.,
- Naplótöredékek, in Idők Tanúja, 1866, 70., 72., 73. sz.
- Művelődésünk akadályai s gyógyszerei, in Új Korszak 1865; Tanodai Lapok 1866:, 46-48. sz.; 1867, 3., 14., 15. sz.
- Egy veszprémmegyei muzeum-egylet tervrajza, in Veszprémi kegyesrendi gymnasium értesítője 1870/1871
- Keve vármegye emléke, in Századok 1872
- A magyar államczímer, in Századok 1872

- Sátoralja-Újhely közművelődési és emberbaráti tekintetben, in Sátoraljaújhelyi kegyesrendi gymnasium értesítője 1872/1873, 3-9.
- Szózat Zemplénvármegye értelmiségéhez egy muzeum alapítása ügyében, in Zemplén 1874. 47. sz.; 1875. 18. sz.
- Egy pár őszinte szó, in Sátoraljaújhelyi kegyesrendi gymnasium értesítője, 1876

- Magyarország czímere egy moldvai érmen, in Magyar Orvosok és Természetvizsgálók Munkálatai 18 (1876)
- Mozzanatok a sátoralja-újhelyi nagygymnasium történetéből 1873–1876, in Sátoraljaújhelyi kegyesrendi gymnasium értesítője 1876/1877.
- Úti jegyzetek Grácztól Münchenig, in Délmagyarországi Történelmi és Régészeti Társaság Értesítője 1878
- Adalék a titeli sarkophaghoz, in Délmagyarországi Történelmi és Régészeti Társaság Értesítője, 1879

- Vannak-e Mosonyvármegyében nyomai az avaroknak?, in Országos Régészeti és Embertani Társulat Évkönyve, 1885
- Adatok Magyar-Ovár várának multjához, németül a Westungarischer-Grenzboteban, in Pozsonyvidéki Lapok 1885, 42. sz.
- Néhány szó az ízlésről, in Pozsonyvidéki Lapok 1886, 6., 7. sz.
- A chuni Jankovits-féle okmánygyűjtemény tartalma, in Mosonyvármegyei Történelmi és Régészeti Egylet közgyűlési elnöki jelentése, 1888
- Nezsider multja rövid kivonatban, in Magyar-Óvár és Vidéke 1888, 8., 9. sz.
- Magyar-Óvár városának legrégibb okmányai 1354 és 1357. évből, in Mosonymegyei Lapok 1890. – Ugyanott további apróbb cikkek.
- A harag éveiből: 1849, in Óvári sárkánykönyv, szerk. Borsicsné Molnár Márta, Mosonmagyaróvár, 2002. 95-100.

Archaeologiai leveleket és tudósítások a Delejtűben (1859-1860), az Archaeologiai Értesítőben (1870-1872), a Századokban és más helyi lapokban. A hírlapokban I. E., I. E. B. monogrammal és névtelenül is írt.

### Fordítások
- A szerb vajdaság és temesi bánság helytartósági rendeletei, 1857
- Emlékirat a kikindanagybecskereki vasutról, Schwicker után magyarra ford., Nagybecskerek, 1869

### Kézirathagyatéka
- Piarista Rend Magyar Tartománya Központi Levéltára, IV.42: Ivánfi (Jancsik) Ede hagyatéka, 1839-1899
- Moson megyéről szóló háromkötetes kéziratát a Hansági Múzeum őrzi.

## További irodalom
- Századok 1869., 1871. 50., 1872. 64. l.
- Akadémiai Értesítő 1869. 78., 1871. 222., 305.
- Figyelő VI. 1879. 71. l.
- Petrik Könyvészete
- Kiszlingstein Könyvészete
- A magyar kegyes tanítórend Névtára 1896 és önéletrajzi adatok